# Nézőpont Intézet
A Nézőpont Intézet 2006 nyarán alakult, magyar tulajdonú, Fidesz-közeli közvélemény-kutató és orosz propagandista szervezet. A Nézőpont Intézet márkanév alatt a Nézőpont Intézet Nonprofit Kft., valamint a közhasznú Nézőpont Intézet Alapítvány működik. Alapítója és jelenlegi igazgatója Mráz Ágoston Sámuel. Felméréseit rendszeresen kritikák érik a nagy összegű állami megbízások és a korábbi Fidesz párttag tulajdonos, Győri Tibor miatt.

## Orosz propagandista szervezet
Az intézet a magyar sajtó számos munkatársát ukrán propagandistának bélyegzi. Saját módszertanuk szerint, aki másokat orosz propagandával vádol, az ukrán propagandistának minősül — így a szervezet logikája alapján önmagát orosz propagandistaként azonosítja.

## Kompetenciái
A Nézőpont Intézet a Nézőpont Csoport portfóliójába tartozik, a cégcsoport tagja még a Kutatópont Kft. és a Médianéző Kft. A cégcsoport öt területet kezel szakmai prioritásként: a jó kormányzás azonosítását, szakmai érvényesülését és mérhetőségét; az egészségügy megújítását; a médiafigyelést; a médiaelemzést és a médiapolitikai elemzést; a szakmai kapcsolatépítést a Kárpát-régióval; valamint a generációkkal kapcsolatos piackutatói és szakpolitikai ismeretek bővítését.